# Canon EOS 5D Mark II
La Canon EOS 5D Mark II és una càmera rèflex digital que va anunciar-se el 17 de setembre del 2008. El model va arribar per substituir la seva antecedent, l'EOS 5D, que va ser llançada tres anys abans.
L'EOS 5D Mark II incorpora un sensor CMOS full-frame de 21,1 megapíxels, i va ser de les primeres reflex que va tenir la capacitat de gravar vídeo Full HD. El març de 2012, Canon va anunciar la seva càmera successora: la Canon EOS 5D Mark III.

## Millores respecte a l'EOS 5D original
- 21,1 megapíxels (5,616 × 3,744 píxels), en lloc dels 12,8 megapíxels (4,368 × 2,912 píxels)[4]
- Processador DIGIC 4, comparat amb el DIGIC II
- ISO de 100-6400, comparat amb ISO de 100-1600
- 3,9 fps en mode continu, comparat als 3 fps
- Modes Small Raw: sRAW1 (10 megapíxels/3861 × 2574 píxels), sRAW2 (5,2 megapíxels/2784 × 1856 píxels)
- Visor amb cobertura del 98% i un augment de 0.71×, comparat al 96% de l'original
- LCD de 3" amb 920.000 píxels, en lloc de les 2,5" amb 230.000 píxels
- Bateria LP-E6 de 1800 mAh, en lloc de la bateria BP-511A de 1390 mAh

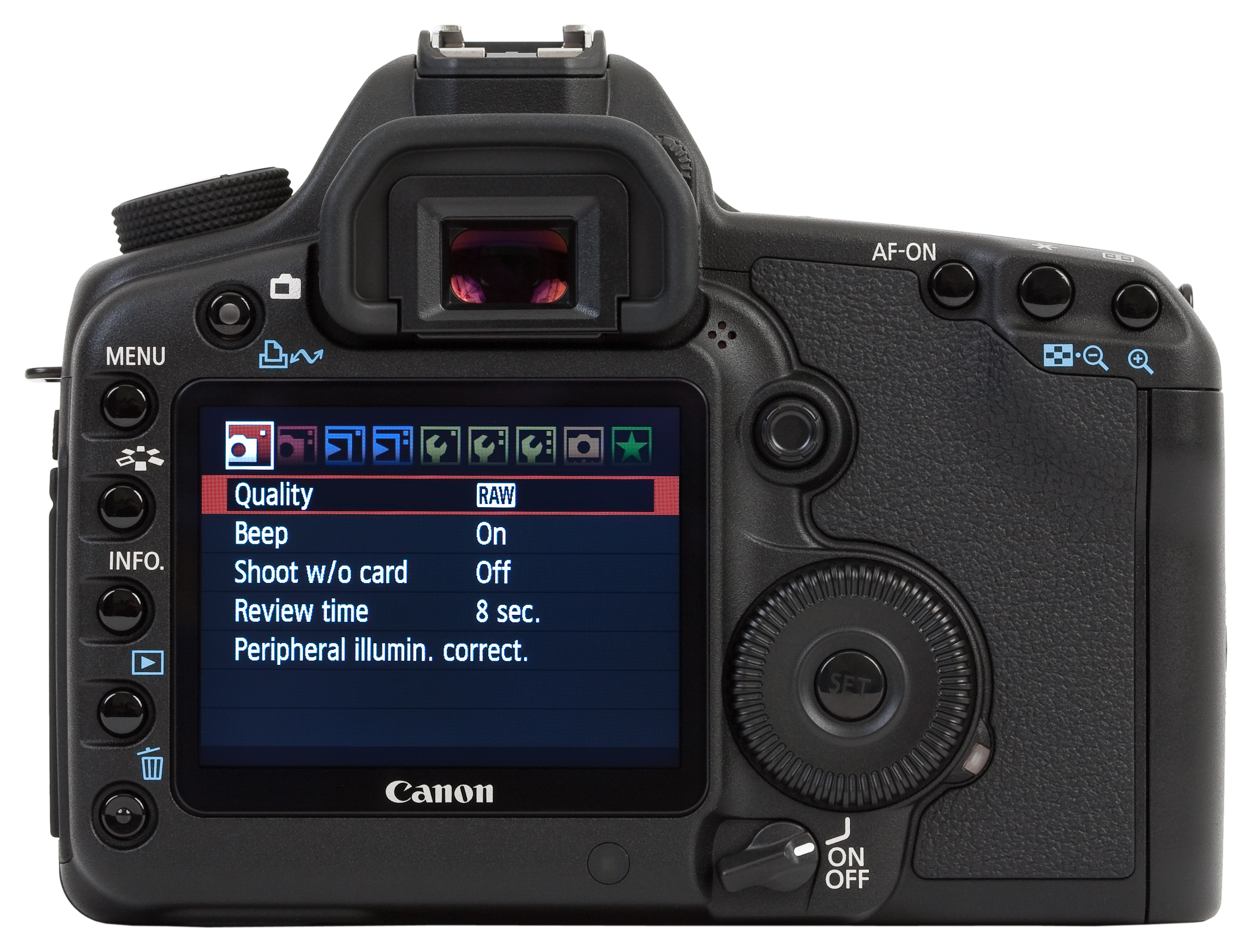
Pantalla LCD de la 5D Mark II

## Característiques noves
- Opció de gravar en Full HD a 1920 × 1080 i SDTV a 640 × 480 píxels.[5]
- Micròfon monoaural per a l'enregistrament d'àudio durant la gravació de vídeo
- Live preview amb simulador preview ExpSim LV
- Live preview amb autofocus per detecció de contrast
- Sortida HDMI de vídeo per veure les imatges o captures de vídeo en un monitor extern mitjançant un Mini HDMI tipus C
- Sistema de reducció de pols per millorar la neteja automàtica del sensor

La 5D Mark II és la primera càmera de la sèrie EOS amb capacitat de vídeo Full HD. Es poden fer fotografies mentre es grava, però la càmera suspèn la gravació del vídeo fins que s'hagi capturat l'últim frame.

## Opció de gravar vídeo
Mentre la Nikon D90 va ser la primera DSLR en gravar vídeo HD a 720p, i la Panasonic GH1, una MILC/mirrorless, va ser capaç de gravar 1080p/24 abans que la 5D Mark II, aquesta per això va ser la primera DSLR full-frame en gravar a 1080p.
El ràtio 16:9 del sensor utilitzat en el mode vídeo és similar a l'àrea de sensibilitat del VistaVision 8/35. Aquest sensor permet al vídeo ser gravat amb una ínfima profunditat de camp, per aconseguir l'aspecte cinematogràfic. Els 21 megapíxels del sensor es remostregen a una resolució HD tan sols usant cada tercera línia i un submostreig de color 4:2:0, conduint a errors de Moiré en vídeo.

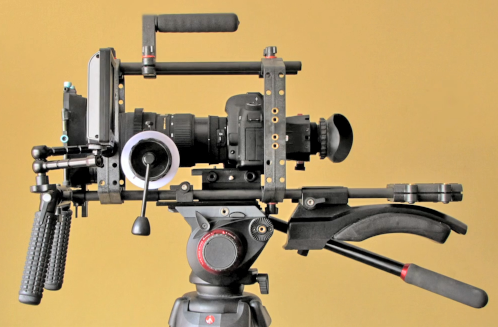
Una 5D Mark II amb follow focus, matte box i altres equips de cinematografia

Els clips de vídeo poden tenir una mida de 4 GB, aproximadament 12 minuts de 1080p HD o 24 minuts de gravació SD (640 x 480). Aquests límits provenen de la mida màxima de 4 GB suportat pel sistema FAT32 que usen les targetes Compact Flash. La càmera també imposa una duració màxima de clips de 29 minuts i 59 segons si encara no s'ha arribat al límit de 4 GB. La gravació de vídeo i àudio es graven en arxius QuickTime (MOV) en vídeo comprès a H.264/MPEG-4 i descomprimit a 48 kHz/16-bit PCM. El bitrate per a 1080p és d'aproximadament 38 megabits per segon (4.8 Mbyte/s), mentre que el SD és de 17 megabits per segon (2.2 Mbyte/s). Tot i que el micròfon intern és mono, l'àudio estèreo es pot gravar amb un connector de jack 3,5mm. Quan es grava un vídeo de llarga durada, sobretot en climes calorosos, pot augmentar el soroll de la imatge pel sobreescalfament del sensor d'imatge.

## Funció de vídeo
L'EOS 5D Mark II és capaç de gravar vídeo en situacions de baixa lluminositat i és es ven a un preu relativament baix, comparat amb les càmeres de vídeo professional. Durant els primers 18 mesos des del seu llançament, la càmera només tenia vídeo a 30fps. El 15 de març de 2010, Canon va millorar el firmware afegint un mode de 25p per a PAL.
L'actualització del firmware també va modificar els 30p a 29,97 fps i la nova modalitat de 24p a 23.976 fps per a ser compatible amb NTSC. Darrerament, l'actualització va afegir un control manual en la gravació dels nivells d'àudio i una forma oficial de treure l'opció automàtica dels nivells.
El firmware Magic Lantern proveeix de moltes opcions addicionals de vídeo i controls de l'àmbit del cinema com l'opció false colors, zebres pel control de l'exposició, control de la profunditat de camp i l'enfocament amb peaking filters, treure el control d'auto-gain de l'entrada de micròfon. També proporciona una sortida estable de dades de vídeo RAW de 14 bits sense comprimir a targetes CF UDMA 7 amb una resolució gairebé HD (1004p vs. 1080p a Full HD).

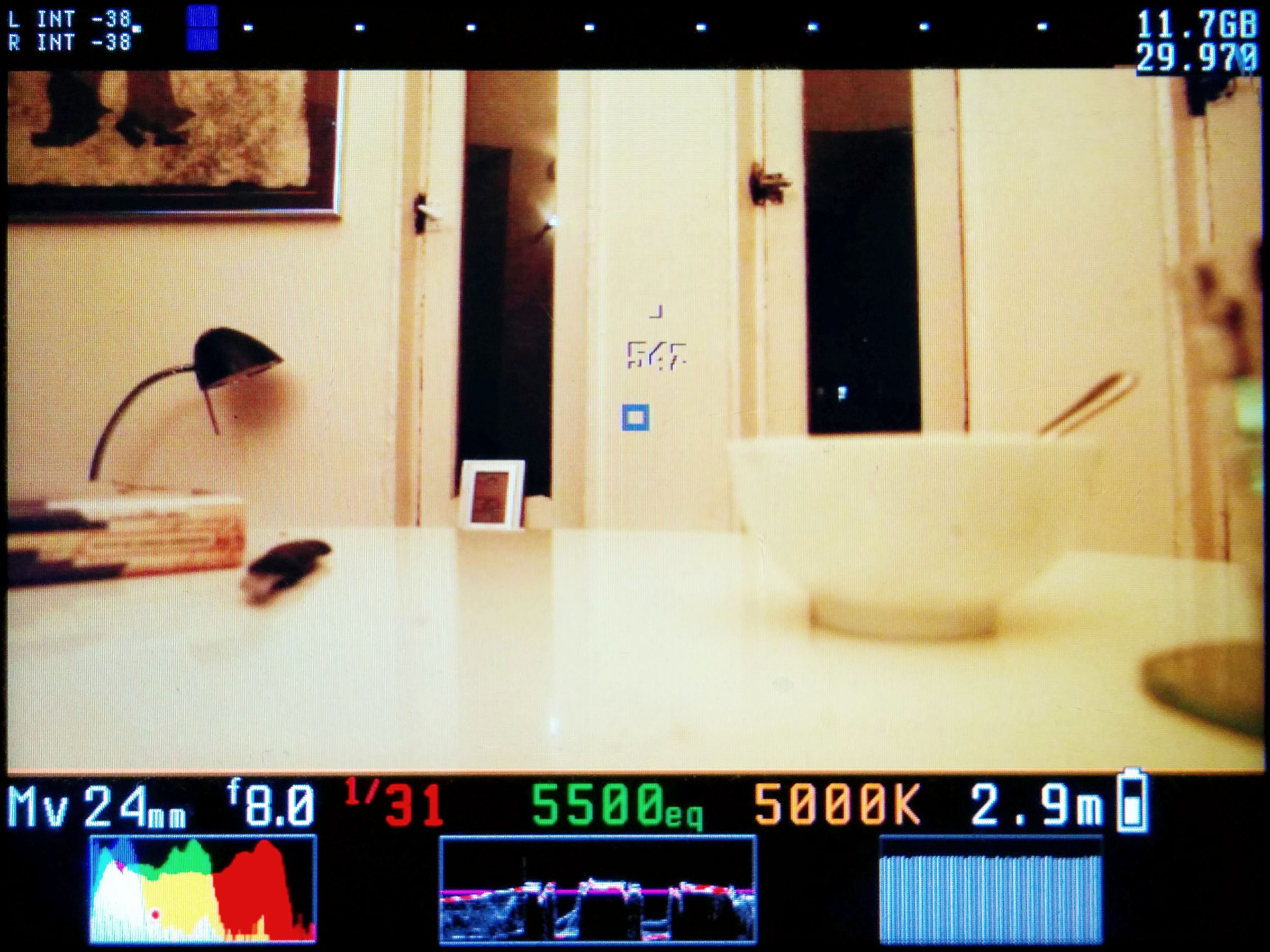
Superposició de Magic Lantern a la pantalla de visualització en directe de la 5D Mark II

## Pel·lícules independents i televisió
Nombroses produccions de cinema i televisió han utilitzat la Canon 5D Mark II:
- El curtmetratge Reviere del fotògraf Vincent Laforet, l'any 2009.[13]
- L'opening de la 35a temporada del Saturday Night Live de la NBC, va utilitzar-la per primer cop el 26 de setembre de 2009. Va ser usada per la seva mida, que permetia gravar a NY, i les seves capacitats de profunditat de camp, fent-la una gran substituta de l'habitual pel·lícula de 35mm.[14]
- El documental Conquest of High Passes, dirigit per Wout Conijn i filmat pel director de fotografia Jean Counet, el 26 de novembre de 2009.
- El videoclip del grup japonès Sakanaction, Aruku Around (2010), gravat en un sol pla seqüència.[15][16]
- L'episodi "Help Me" de House, per a la Fox el 17 de maig de 2010, substituint la usual pel·lícula de 35mm.[17]
- Shelfstackers de la BBC, 4 de setembre de 2010, el primer programa de la BBC en fer ús d'aquesta càmera. Els 6 episodis sencers de la sèrie van ser gravats amb la 5D Mark II, amb un pressupost de £160,000.[18]
- The Road to Coronation Street, per a BBC Four, el 16 de setembre de 2010.[19]
- El curtmetratge Scenes de l'Spike Jonze per a fer servir lents Panavision. 2011.[20]
- La pel·lícula Act of Valor del 2012 es va rodar amb la Canon 5D Mark II.[21]

## Accessoris i objectius
Hi ha nombroses empreses que han desenvolupat accessoris per a vídeo professional, per beneficiar-se del sensor Full Frame, que proporciona una profunditat de camp semblant al cinema. Redrock Micro i Zacuto són dos exemples. Per gravar vídeo 3D, Anachrome oferta estructures per a dues càmeres, que usen objectius Canon d'una distància focal molt petita. Una sèrie de prismes especialitzats compensen l'espai massa ample que hi ha entre el parell de càmeres. Invertint una de les càmeres, l'espai es veu molt reduït. El paquet també inclou aparells de sincronització.
Una companyia de Los Angeles, CA, Hot Rod Cameras, oferta objectius de cinema amb muntura PL la qual cosa permet muntar alguns dels objectius utilitzats amb les càmeres de cine Arriflex a la 5D Mark II. El sensor té de fet la mida de dos frames de 35mm, similar a la pantalla ampla del segle xx promocionada per Paramount Studuios, anomenada "Vista-Vision". Allò era pel·lícula de 35mm, corria horitzontalment per la càmera, fent servir dos cops l'àrea d'un frame normal de 35mm.

## Software
El pack de software conté:
- Digital Photo Professional
- ZoomBrowser EX / ImageBrowser
- PhotoStitch
- EOS Utility
- Picture Style Editor